# Starup-Øsby Skole og Børnehus
Starup‑Øsby Skole og Børnehus er en folkeskole og daginstitution i Haderslev Kommune, Danmark, med afdelinger i både Starup og Øsby. Institutionen tilbyder undervisning fra børnehaveklasse til 6. klasse samt dagtilbud til børn i førskolealderen. Skolen fungerer som en integreret enhed med fælles ledelse og bestyrelse og er en del af det kommunale skolevæsen.

## Historie
Skolen i Starup har rødder tilbage til omkring 1768, hvor den første skole blev opført på fælles jord for landsbyerne Vandling, Lunding, Brorsbøl og Lønt. Skolen udviklede sig over tid med både ældre og nyere bygninger, og flere faglokaler blev tilføjet i løbet af det 20. og 21. århundrede. I 2019 markerede afdelingen i Starup sit 250-års jubilæum.
Øsby-afdelingen har tilsvarende fungeret som lokal folkeskole og blev i 2018 organisatorisk lagt sammen med Starup-afdelingen som led i en kommunal strukturændring. Sammenlægningen betød, at skoler og dagtilbud blev samlet under en fælles ledelse. Øsby-afdelingen rummer både skole og børnehus og blev moderniseret i forbindelse med sammenlægningen. Institutionen betjener børn fra det østlige Haderslev Næs og har omkring 500 skoleelever samt en tilknyttet SFO.